# Skateholm och del av Beddingestrand
Skateholm och del av Beddingestrand var en av SCB avgränsad och namnsatt småort i Trelleborgs kommun och Skurups kommun. Den omfattade bebyggelse utmed kusten i östra delen av Beddingestrand och i Skateholm,  belägna i Lilla Beddinge distrikt, Tullstorps distrikt och Östra Vemmenhögs distrikt. Från 2015 räknas området som en del av tätorten Beddingestrand